# Saint-Mars-sur-la-Futaie
Saint-Mars-sur-la-Futaie è un comune francese di 644 abitanti situato nel dipartimento della Mayenne nella regione dei Paesi della Loira.
Nella piazza principale del borgo si trova una pianta di biancospino che la tradizione vuole essere uno dei più antichi, se non il più antico, di tutta la Francia.

## Società

### Evoluzione demografica
Abitanti censiti

## Galleria d'immagini

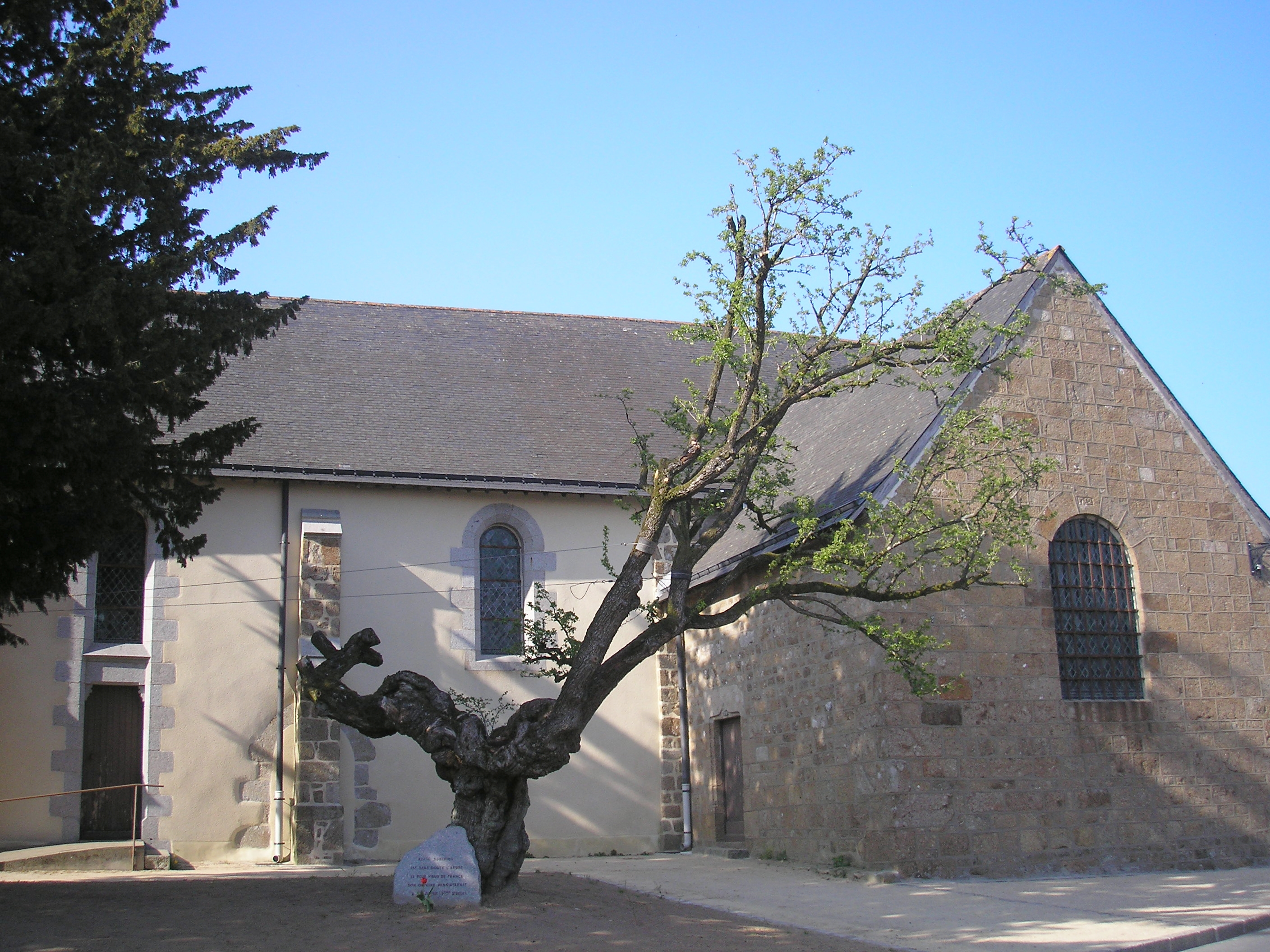
L'antico biancospino